# چغیل‌لی (اردهان)
چغیل‌لی (به ترکی استانبولی: Çeğilli، به ارمنی: Ռևազ) یک منطقهٔ مسکونی در ترکیه است که در اردهان واقع شده‌است.